# 劉肇邦
劉肇邦（1974年2月1日—），香港警察，大埔分區指揮官，曾為無線新聞記者，於香港逃犯條例爭議期間多次代表香港警察公開發言而得到關注。

## 早年經歷
劉肇邦1996年畢業於香港浸會大學新聞系，曾經是無綫新聞部記者，在世貿反恐戰爭期間曾深入阿富汗作報道。其後於2002年離開無綫新聞，其後加入香港警察。他於2013年接受《東周刊》訪問的時候，表示當時感覺記者工作重複，開始考慮將來的發展，又希望改變社會，而警隊規模龐大亦具挑戰性，於是投考督察。

## 家庭
劉肇邦的父親劉容根也是警務人員，曾於2002年獲頒授香港警察榮譽獎章。於加入警隊後，他2002年結婚，其後誕下兩名兒子。

## 警隊職務
劉肇邦曾經於商業罪案調查科及公共關係科工作，現在是大埔分區指揮官。於香港逃犯條例爭議期間，劉曾經多次多表警察發言，例如回應2019年萬聖節期間一抗議活動時，指警方有權要求任何人除下面罩﹑蒙面物品﹑或者抹去臉上的彩繪，又形容參與黃色經濟圈市民，抵制個別商店是黑社會常用的滅聲手法。

### 雨傘運動期間被指威脅「無間道」督察
於雨傘運動期間，督察施恒於警隊內任「無間道」助網民起警員底被揭發，其後施恒被控管有兒童色情物品罪。於聆訊期間，劉肇邦被指以施恒的妻子作威脅，對施恒說如果不想其妻被查問便承認搜到的電腦、硬碟等設備是屬於他本人，其後劉否認。

## 僭建天台屋醜聞
於2020年5月，劉肇邦及其家人被揭發其於西貢北港新村涉僭建及霸佔官地，記者到該村屋觀察，發現天台有一間逾兩米高的白色天台屋，設有窗戶及冷氣機，天台另有一大型L形簷篷架，簷篷下擺放不少雜物，包括晾衫架及洗衣機等。根據2007年1月地政總署高空圖片，相關僭建物當時已經存在。另外，地下花園一角也有佔用官地之嫌，佔用面積約26平方呎。當時除了劉肇邦外，亦有其他警務人員，例如時任輔警總監楊祖賜，八鄉分區指揮官李漢民亦被揭發僭建。城市規劃師吳永輝審視後，指該天台屋屬僭建物，L形簷篷是不能拆的金屬架，亦屬僭建物，除非業主有向政府申請短期租約，否則便屬佔用官地。及後劉肇邦回應稱，會配合相關部門指示處理今次事件。

## 資料來源
1. 1 2 3 4  .   [2020-05-28]. （原始内容存档于2017-06-28）.
2. 1 2 3  . 明報. 2020-05-20  [2020-08-09]. （原始内容存档于2020-06-27）.
3. ↑  . 立場新聞. 2019-10-31  [2020-08-09]. （原始内容存档于2019-11-01）.
4. ↑  中產平民. . 眾新聞. 2020-01-07  [2020-08-09]. （原始内容存档于2020-05-05）.
5. ↑  . 蘋果日報 (香港). 2016-11-02  [2020-08-09].
6. ↑  . 蘋果日報 (香港). 2020-05-20  [2020-08-09]. （原始内容存档于2020-07-27）.
7. ↑  . 香港電台. 2020-05-20  [2020-08-09]. （原始内容存档于2020-05-28）.